# Capela de São Pedro (São Luís)
A Capela de São Pedro é um templo católico localizado no bairro da Madre Deus, em São Luís, capital do estado do Maranhão, Brasil. Construída em meados do século XX, a capela estabeleceu-se como um ponto de referência para manifestações culturais, notadamente a Festa de São Pedro e sua relação com o Bumba-meu-boi. Situada no Largo de São Pedro, no coração da Madre Deus, a capela integra-se a um espaço público relevante para a vida social e cultural do bairro.

## História
No bairro da Madre Deus, é realizado o Festejo de São Pedro, desde a década de 40, quando havia ali uma colônia de pescadores.
Foi construída uma primeira capela 1948, com o esforço dos pescadores e ajuda financeira de César Aboud, diretor-financeiro da Fábrica Santa Isabel.
Inicialmente construída de palha, ficava localizada na Rua Senador Costa Rodrigues, atual Rua de São Pantaleão, fazendo limite, com a atual Avenida Vitorino Freire, no Anel Viário. Também foi construída uma ponte de cimento e de madeira, na qual atracavam os barcos grandes.
Em 1949, a capela foi substituída por uma maior, feita em alvenaria.
Com a construção da Barragem do Bacanga, em 1975, a capela deu lugar a outra, localizada em frente à rotatória que dá acesso à barragem, em um terreno triangular de topografia acidentada, em sua cota mais baixa. Foi edificada em alvenaria e telha de cerâmica. Em sua volta, estendia-se uma arena em piso cimentado, e aproveitando o desnível natural do terreno, uma arquibancada.
Com a intenção de liberar o espaço plano da praça para manifestações artísticas, a capela foi demolida e construída a atual, que foi inaugurada em 13 de dezembro de 2001, com projeto arquitetônico datado de 1997. A construção visou liberar a praça para eventos artísticos..

## Características da construção
Inspirada nas formas das embarcações maranhenses, tem cobertura em membrana tensionada, composta por dois volumes unidos por treliça metálica, que cobrem o acesso e a nave do templo, assemelhando-se às velas dos barcos artesanais.
O sistema de cabos e peças de tensionamento, necessários à ancoragem da coberta buscam reforçar a sua imagem náutica.
Em seu interior, como forma de assegurar a continuidade espacial, há um desnível de 0,45 m –vencido por degraus com 0,30 m de largura– separa a nave do altar e um painel artístico –que compõe o fundo do altar– isola a área de sacristia. A mesa do altar guarda semelhança com as formas de um barco, em madeira revestida com faixas de material melamínico, como as tábuas do casco de uma embarcação artesanal.

## Festa de São Pedro

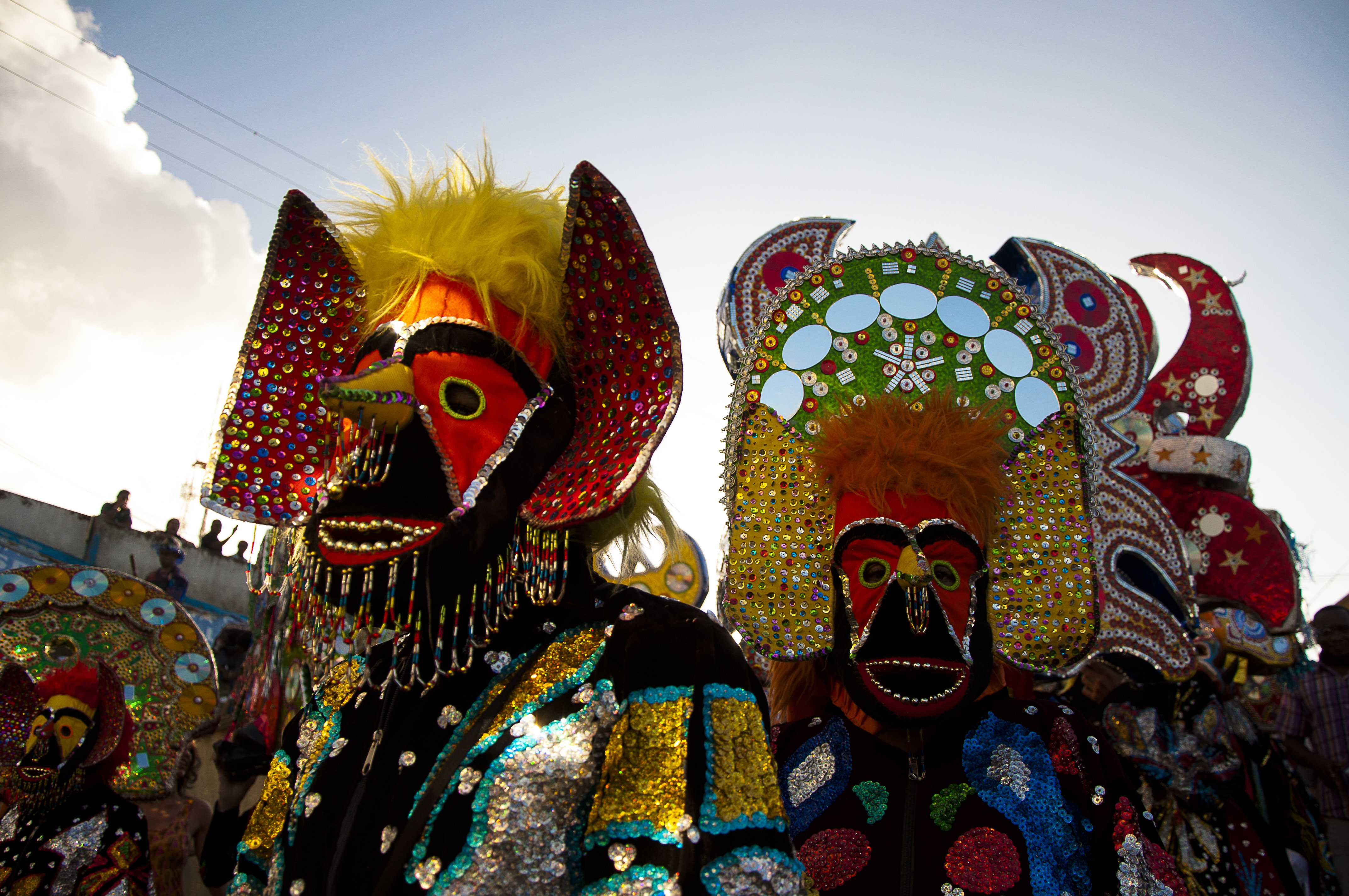
Bumba Boi Unidos de Santa Fé na Capela de São Pedro, Madre de Deus. São Luís - Maranhão, junho, 2013.

A tradicional festa de São Pedro ocorre na madrugada do dia 28 para o dia 29 junho, no Largo de São Pedro (na Madre Deus), reunindo milhares de brincantes de bumba-meu-boi, além de fiéis ao santo padroeiro dos pescadores.
É um momento de agradecimento pela temporada junina e pedido de bênçãos pra a próxima. A ladeira e as escadas da Capela de São Pedro tornam-se ponto de encontro dos diversos "sotaques" do bumba-meu-boi, reunindo os batalhões de baixada, zabumba e matraca, com suas toadas e batidas.
A tradição remonta a 1939, com a participação inicial de "bois de zabumba", seguida pelos de "matraca" e, atualmente, grupos de todos os "sotaques". Fiéis cumprem promessas subindo as escadas de joelhos.

## Preservação
A capela passou por reformas, com uma reinauguração em dezembro de 2021, juntamente com a revitalização do Largo. As melhorias incluíram recuperação de infraestrutura e da cobertura da capela, dentro do programa "Nosso Centro". Um relatório de 2017 indicou problemas de manutenção. Obras de restauração foram registradas em abril de 2024.